# Cholo
Carlos Soriano Mendoza, mer känd under sitt artistnamn Cholo är en mexikansk fribrottare eller luchador, född 11 maj 1974 i Mexico City i Mexiko. Han debuterade som fribrottare som artonåring redan år 1992.
Cholo brottas som en rudo, det vill säga en ond karaktär. 
Han arbetar i och tävlar för Consejo Mundial de Lucha Libre, vanligtvis förkortat som "CMLL". 
Cholo brottades under en mask enligt Lucha libres traditioner. Hans riktiga namn var inte känt av allmänheten. Detta fram tills den 6 januari 2015 då han förlorade en insatsmatch mot Soberano Jr. och tvingades ta av sig masken och avslöja sin identitet.